# Pan-nationalisme
Le pan-nationalisme est une forme de nationalisme qui se distingue par la grande échelle du territoire national revendiquée, et parce qu'il définit souvent la nation sur la base d'un agglomération des cultures et des groupes ethniques. Il partage l'idéologie nationaliste générale, que la nation est une unité fondamentale de la vie sociale de l'homme, que c'est la seule base légitime pour l'État. Certains pan-nationalismes, comme le pangermanisme, étaient mono-ethnique, comme le nationalisme standard. Le préfixe "pan-"a été utilisé, parce que les Allemands ethniques ont été dispersés sur une grande partie de l'Europe centrale (Hongrie, Roumanie, Pologne, etc.).